# Алфа Ромео 33
Алфа Ромео 33 (на италиански: Alfa Romeo 33) е модел компактна семейна кола произвеждана от италианския автомобилен производител Алфа Ромео между 1983 и 1995 година. Моделът е замислен като замяна на Алфа Ромео Алфасуд, произвеждан в периода 1971 – 1983 година.

## Описание
Моделът 33 във версията хетчбек (5 врати) е анонсиран през 1983 година. През следващата 1984 година, по едно и също време са представени варианта комби и хетчбек 4х4 (с четири задвижвани колела). Алфа Ромео 33 става известен с пъргавите си двигатели тип „боксер“.
Дизайнът на хетчбека е дело на Ермано Кресони и „Centro Stile Alfa Romeo“, докато комбито е проектирано от световноизвестното студио Пининфарина.
Моделът има специално място в историята на марката Алфа Ромео, след като около 1 000 000 автомобила от него са произведени в световен мащаб.

### Фейслифт
През 11-годишната си история, моделът претърпява две промени. Първата е през 1986 година и се състои само в леко интериорно модифициране. През 1989 година, Алфа Ромео 33 е променен чувствително, като освен допълнителни интериорни намеси е приложена чувствителна екстериорна промяна в съответствие с въведената през 1988 година стилистика в сериите на производителя с модела Алфа Ромео 164.
| профил хетчбек Серии I и II (1983 – 1989) | профил комби Серии I и II (1983 – 1989) | профил хетчбек Серия III (1989 – 1995) |
| ----------------------------------------- | --------------------------------------- | -------------------------------------- |
|                                           |                                         |                                        |

## Двигатели

### Серия I (1983 – 1986)
- 1.2 1186 cc flat-4, 50 kW (68 PS; 67 bhp) @6000 rpm, 92 N·m (68 ft·lbf) @3200 rpm (Single carburettor)
- 1.3 1351 cc flat-4, 58 kW (79 PS; 78 bhp) @6000 rpm, 113 N·m (83 ft·lbf) @3500 rpm (Single carburettor)
- 1.3 1351 cc flat-4, 63 kW (86 PS; 84 bhp) @5800 rpm, 121 N·m (89 ft·lbf) @4000 rpm
- 1.5 1490 cc flat-4, 62 kW (84 PS; 83 bhp) @5800 rpm, 123 N·m (91 ft·lbf) @3500 rpm
- 1.5 1490 cc flat-4, 70 kW (95 PS; 94 bhp) @5750 rpm, 133 N·m (98 ft·lbf) @4000 rpm (Twin carburettor)
- 1.5, 1490 cc flat-4, 77 kW (105 PS; 103 bhp) @6000 rpm, 136 N·m (100 ft·lbf) @4000 rpm (Twin carburettor)

### Серия II (1986 – 1989)
- 1.3 flat-4, 58 kW (79 PS; 78 bhp) (Single carburettor)
- 1.3 flat-4, 63 kW (86 PS; 84 bhp) (Twin carburettor)
- 1.5 flat-4, 77 kW (105 PS; 103 bhp) (Twin carburettor)
- 1.5i flat-4, 77 kW (105 PS; 103 bhp) (Twin carburettor)
- 1.7 flat-4, 1712 cc, 87 kW (118 PS; 117 bhp) (Twin carburettor)
- 1.8 TD straight-3, 1779 cc, 54 kW (73 PS; 72 bhp) (KKK 14 turbocharger)

### Серия III (1989 – 1995)
- 1.3 flat-4, 63 kW (86 PS; 84 bhp) (Twin carburettor)
- 1.4 ie flat-4, 66 kW (90 PS; 89 bhp) (Weber IAW)
- 1.5 flat-4, 77 kW (105 PS; 103 bhp) (Twin DRLA40 carburettors)
- 1.5 ie 1490 cc flat-4, 70 kW (95 PS; 94 bhp) @6000 rpm, 125 N·m (92 ft·lbf) @4500 rpm (Bosch LE3 Jetronic before april 1992, Bosch Motronic MP3.1 from april 1992)
- 1.7 ie 1712 cc flat-4, 81 kW (110 PS; 109 bhp)/cat. 77 kW (105 PS; 103 bhp) @5800 rpm, 145 N·m (107 ft·lbf) @4500 rpm (Bosch LE3 Jetronic before april 1992, Bosch Motronic MP3.1 from april 1992)
- 1.7 ie 16V 1712 cc flat-4, 95 kW (129 PS; 127 bhp) @6500 rpm, 151 N·m (111 ft·lbf) @4600 rpm (Bosch Motronic ML4.1)
- 1.7 ie 16V flat-4, 101 kW (137 PS; 135 bhp)/cat. 97 kW (132 PS; 130 bhp) (Bosch Motronic ML4.1)
- 1.8 TD straight-3, 62 kW (84 PS; 83 bhp) Turbocharged with Intercooler